# Sékou Minkaïlou Conté
Pour les articles homonymes, voir Conté.
Sékou Minkaïlou Conté est un député et homme politique guinéen.
Député uninominal de la circonscription de Matam de mars 2020 au 5 septembre 2021.

## Biographie
Député uninominal de la commune de matam de 2020 en 2021 de la dernière législature de mars 2020. Il est membre de la commission aménagement du territoire, de l’énergie et des transports de la 9eme législative de la république de Guinée, sous la présidence Alpha Condé.